# Троммолд (город, Миннесота)
Троммолд (англ. Trommald) — город в округе Кроу-Уинг, штат Миннесота, США. На площади 10,2 км² (9,6 км² — суша, 0,6 км² — вода), согласно переписи 2002 года, проживают 125 человек. Плотность населения составляет 13 чел./км².
- Телефонный код города — 218
- Почтовый индекс — 56441
- FIPS-код города — 27-65506[1]
- GNIS-идентификатор — 0653329[2]